# 龙江镇 (龙江县)
龙江镇，是中华人民共和国黑龙江省齐齐哈尔市龍江縣下辖的一个乡镇级行政单位。

## 行政区划
龙江镇下辖以下地区：
通齐社区、镇府社区、福龙社区、文化社区、安卫社区、华龙社区、通达社区、青华社区、龙湾社区、幸福社区、龙东村、龙西村、鲜光村、九里村、腰公司村、山包村、合山村、二龙村、八岔河村和西太平川村。